# Hermann Mathies

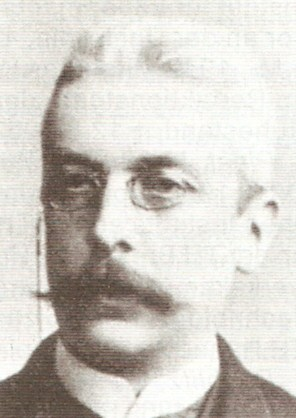
Hermann Mathies

Hermann Mathies (* 10. August 1852 in Fischhausen, Ostpreußen; † 21. September 1927 in Berlin-Charlottenburg) war ein deutscher Wasserbauingenieur und Baubeamter in preußischen Diensten sowie Parlamentarier und Manager in der privatwirtschaftlichen Montanindustrie.

## Leben
Mathies studierte Architektur an der Albertus-Universität Königsberg und wurde 1872 Mitglied des Corps Baltia. Er begann nach abgeschlossenem Studium im Jahr 1876 sein Referendariat als Regierungsbauführer in der staatlichen Bauverwaltung und war in den Jahren 1882 bis 1885 sowie 1887 und 1888 im Technischen Büro der Abteilung III des preußischen preußischen Ministeriums der öffentlichen Arbeiten tätig. 1882 wurde er zum Regierungsbaumeister (Assessor) ernannt und erstellte 1885 gemeinsam mit Regierungsbaumeister Otto Poetsch den Entwurf für den Neubau der Langen Brücke in Potsdam. Von 1885 bis 1887 war er außerdem Dozent für Wasserbau an der Technischen Hochschule Hannover und 1888 wurde er als Mitglied in die Ministerialbaukommission zur Kanalisierung der Unterspree berufen.
Im Jahr 1890 wurde Mathies zum Wasserbau-Inspektor ernannt und als bautechnischer Attaché bei der Deutschen Botschaft in Paris beschäftigt. Der Botschafter verlangte allerdings im März 1891 seine Entfernung wegen „anmaßenden Auftretens“, weshalb Mathies schon zum 1. Juli 1891 wieder abberufen wurde. Daraufhin wurde er im Jahr 1891 Vorsteher der Bauabteilung Dortmund für den Bau des Dortmund-Ems-Kanals. 1898 wurde Mathies zum Regierungs- und Baurat befördert und zum Leiter der technischen Verwaltung des Hafens Dortmund ernannt. Am 1. Dezember 1900 wurde er zur Regierung in Koblenz und 1901 zum Polizeipräsidium Berlin versetzt. Doch Mathies kehrte schon bald wieder nach Dortmund zurück und war von 1902 bis 1910 Generaldirektor der Union, AG für Bergbau, Eisen- und Stahl-Industrie, außerdem ab 1903 Mitglied des Aufsichtsrats der Gelsenkirchener Bergwerks-AG. Seit 1911 charakterisierter Geheimer Baurat, kehrte er ins Preußische Ministerium für öffentliche Arbeiten zurück. Als Hauptmann der Landwehr wurde er zu Beginn des Ersten Weltkriegs als Bahnhofskommandant in Wittenberge eingesetzt. Nach Auflösung der Kommandantur im Oktober 1914 reiste er an die Westfront; er besuchte die deutsche Militärkommandantur in Laon. Den Ruhestand verlebte er in Berlin.
Mathies saß von 1913 bis 1918 als Abgeordneter des Wahlkreises Düsseldorf 15 (Stadtkreis Mülheim, Stadtkreis Dinslaken, Stadtkreis Hamborn) im Preußischen Abgeordnetenhaus. Er gehörte der Fraktion der Nationalliberalen Partei an.

## Ehrungen
- Geh. Baurat[3]
- Landwehrdienstauszeichnung 2. Klasse
- Landwehrdienstauszeichnung 1. Klasse[3]
- Roter Adlerorden 4. Kl.
- Roter Adlerorden 3. Kl. (1899)[3]
- Königlicher Kronen-Orden (Preußen) 3. Kl.[3]
- Orden der Krone von Rumänien, Offizier[3]
- Leopoldsorden (Belgien), Kommandeur[3]
- Orden der Heiligen Mauritius und Lazarus, Offizier[3]
- Nordstern-Orden, Stern zum Komturkreuz 1. Kl.[3]

## Schriften
- Mathies: Die Melioration der Elbniederung bei Magdeburg und das Wehr bei Pretzin. In: Centralblatt der Bauverwaltung. Nr. 48, 1884, S. 499–502 (zlb.de). Sowie Nr. 49, S. 512–516 und Nr. 50, S. 537–538
- (als Bearbeiter): Der Hafen von Dortmund. Denkschrift zur Feier der Hafeneinweihung am 11. August 1899. F. W. Ruhfus, Dortmund 1899. (Digitalisat)